# Companhia de Gás da Bahia
A Bahiagás, acrônimo de Companhia de Gás da Bahia, foi criada em fevereiro de 1991 pelo Governo da Bahia e iniciou suas operações em agosto de 1994. Desde então, é responsável pela distribuição de gás natural canalizado em toda a Bahia, tendo uma concessão para atuar neste estado por 50 anos.
O cenário atual aponta para uma grande utilização nacional do gás natural – uma importante alternativa aos combustíveis tradicionais, como o óleo. Para a Bahia, as perspectivas são de crescimento no consumo a partir do segundo semestre de 2006, com o início de operação do Campo de Manati. Hoje o estado consome cerca de 6 mil m³/dia, dos quais 3,5 mil m³/dia são comercializados pela Bahiagás. O restante é utilizado no consumo interno da Petrobras.
A Bahia é uma grande produtora de gás natural, fator que fortalece o mercado local. Com reservas da ordem de 24 bilhões de m³ de gás, localizadas próximas dos centros de abastecimento. Com o gás proveniente do já citado Campo de Manati, a produção de gás natural na Bahia mais que duplicou, dando confiabilidade ao sistema de abastecimento.
No início de suas operações, a Bahiagás atendeu empresas do Pólo Petroquímico de Camaçari, Centro Industrial de Aratu. Hoje, a companhia já diversificou sua carteira de clientes, distribuindo o gás natural para empresas de Catu, Alagoinhas, do Litoral Norte, Região Metropolitana, Recôncavo baiano, Feira de Santana e região, Centro-Sul, Sul e Extremo-Sul. Seu principal mercado de atuação é o seguimento industrial, seguido do automotivo e comercial.
A capital baiana já recebe o produto desde 2004, quando a Bahiagás iniciou o atendimento aos domicílios baianos. Hoje, atende a mais de 20 bairros/sub-regiões.
Atualmente é presidida por Luiz Gavazza (desde 3 de abril de 2014), substituindo Davidson Magalhães, que esteve à frente da Companhia por sete anos (2007-2014).